# Freibund
Der Freibund (bis 1990 Bund Heimattreuer Jugend) ist ein deutscher Jugendverband mit etwa hundert jugendlichen und zweihundertfünfzig erwachsenen Mitgliedern, der der Neuen Rechten zugerechnet wird.

## Programmatik
Aussagen zur Programmatik des Freibunds finden sich in der „Freiburger Erklärung“ von 2005, dem einzigen veröffentlichten programmatischen Dokument der Organisation. Nach einer verkürzten Darstellung der Geschichte der Organisation werden die Ziele in drei Abschnitten dargestellt: „Mensch und Natur“, „Volk und Kultur“, „Freiheit und Bindung“. Nach Baumgärtner fußen diese auf „verinnerlichte(n), völkische(n) und ethnopluralistische(n) Gesellschaftsvorstellungen“. Entsprechend der Hinwendung zu Formen der Jugendbewegung beruft sich der Freibund auf die Bündische Jugend und die Meißner-Formel von 1913.
Wesentliche Elemente der Arbeit sind die Durchführung von Zeltlagern und Wanderfahrten, regelmäßige Gruppenstunden, Sonnwendfeiern, Vortragsveranstaltungen und die „Brauchtumspflege“, insbesondere die Pflege von Volkslied und Volkstanz. Berichte über diese Veranstaltungen und Kommentare zu politischen Themen werden in der viermal jährlich erscheinenden Vereinszeitschrift „Na klar!“ veröffentlicht.

## Geschichte
In Deutschland wurden 1957 in Franken und 1958 in anderen Regionen mehrere regional beschränkte Organisationen unter dem Namen Bund Heimattreuer Jugend (BHJ) gegründet, die sich am Vorbild des gleichnamigen österreichischen Bundes Heimattreuer Jugend orientierten, der 1961 wegen NS-Wiederbetätigung verboten wurde. Diese regionalen Bünde schlossen sich 1960 in Passau zu einem bundesweiten Bund Heimattreuer Jugend zusammen, der schnell wuchs. Anfang 1962 umfasste er 49 Ortsgruppen in der Bundesrepublik Deutschland, in Südtirol und in Südafrika. Pfingsten 1962 zerbrach diese vereinsrechtlich nicht abgesicherte Organisation an internen Konflikten in zwei Fraktionen, die sich beide nach kurzer Zeit auflösten.
Die fränkischen Restgruppen des ersten BHJ gründeten im September 1962 in Nürnberg einen neuen Bund Heimattreuer Jugend e. V. in der Erwartung, dass die Eintragung eine größere Stabilität versprechen würde. Dem neuen Verein schlossen sich die verbliebenen Gruppen der Vorgängerorganisation an, er übernahm von dieser auch die Mitgliedschaft im Kameradschaftsring Nationaler Jugendverbände (KNJ). 1962 wurde dem deutschen BHJ durch den Bundesminister des Innern das Tragen von Uniformen untersagt.
Innerhalb des KNJ arbeitete der BHJ eng mit der Wiking-Jugend und anderen nationalistischen Verbänden zusammen, wesentlicher gemeinsamer Programmpunkt war die Durchführung der jährlichen „Pfingstlager der nationalen Jugend“. Nachdem ab Mitte der 1960er Jahre fast alle Mitgliedsorganisationen der KNJ stark an Bedeutung verloren hatten, vereinbarten Wiking-Jugend und BHJ 1966 eine Kooperation, die unter anderem kostenfreie Doppelmitgliedschaften vorsah. Beide Organisationen übernahmen gemeinsam die Trägerschaft für die „Pfingstlager der nationalen Jugend“.
Anfang der 1970er Jahre kam es in der Bundesführung des BHJ zu einem Richtungsstreit zwischen einem der NPD und der Wiking-Jugend nahestehenden Flügel und einer Fraktion, die sich an den Traditionen der bündischen Jugend orientierte. Der „bündische“ Flügel konnte sich 1974 in diesem Konflikt durchsetzen und leitete einen innerverbandlichen Erneuerungsprozess ein, in dessen Rahmen unter anderem die Zusammenarbeit mit der Wiking-Jugend aufgekündigt und die Ehrenmitgliedschaften aufgehoben wurden.
Die Reformen innerhalb des BHJ führten zu einem starken Bedeutungsverlust des Vereins; wurde seine Mitgliederzahl 1979 noch auf zwischen 500 und 1000 geschätzt, brach sie in den 1980er Jahren auf 100 bis 200 ein. Gleichzeitig hielten die Richtungskonflikte innerhalb des BHJ an, 1983 spaltete sich die „Leitstelle West“ in Nordrhein-Westfalen als Gemeinschaft Volkstreuer Jugend ab.
1990 verließen die Reste des rechtsextremen Flügels den BHJ/Freibund und gründeten Die Heimattreue Jugend, aus der 2001 die neonazistische Heimattreue Deutsche Jugend hervorging, die vor allem in Mecklenburg-Vorpommern und Brandenburg aktiv war. Die HDJ entwickelte sich schnell zum geistigen Nachfolger der verbotenen Wiking-Jugend und wurde am 30. März 2009 von Bundesinnenminister Schäuble als verfassungsfeindliche Organisation verboten.
Beendet wurde der Erneuerungsprozess des BHJ 1990 durch die Umbenennung in Bund Heimattreuer Jugend – Der Freibund (später: Der Freibund – Bund Heimattreuer Jugend, heute: Der Freibund); in der Öffentlichkeit wird seit 1990 nur die Bezeichnung Der Freibund verwendet. 2013 wurde diese Umbenennung in das Vereinsregister eingetragen.
Der Freibund verfügt über Immobilien im niedersächsischen Burgdorf-Berel, die er für eigene Veranstaltungen nutzt. 2018 führte der wenig später aufgelöste niedersächsische Landesverband der Junge Alternativen für Deutschland dort sein Sommerfest durch.

## Bekannte Mitglieder und Referenten
1966 ernannte der BHJ Hans-Ulrich Rudel, Stuka-Flieger und DRP-Mitglied, und Konrad Windisch, Gründungspersönlichkeit des BHJ Österreich, zu Ehrenmitgliedern, um 1970 wurde auch Herbert Böhme die Ehrenmitgliedschaft angetragen. 1974 wurden sämtliche Ehrenmitgliedschaften im Rahmen der verbandlichen Neuausrichtung widerrufen.
Zu den ehemaligen Mitgliedern des BHJ zählen der Holocaustleugner und Rechtsanwalt Jürgen Rieger, die zeitweise mit Rieger zusammenarbeitende Anwältin Gisa Pahl, der Terrorist Heinz Lembke, der ehemalige Neonazi und Terrorist Odfried Hepp (1974 wegen der verbandlichen Neuausrichtung aus dem BHJ ausgetreten), Sigrun von Schlichting, die Vorsitzende des Armanen-Ordens, der rechtsextreme Verleger Uwe Berg und die neuheidnische Liedermacherin Swantje Swanhwit (eigentlich Iris-Katrin Fischer), die auch zum Zeitpunkt der Umbenennung des Bundes aktiv war. Gernot Mörig, einer der Initiatoren des Treffens von Rechtsextremisten in Potsdam 2023, war von 1977 bis 1979 Bundesführer des BHJ.
Vor der Umbenennung in Der Freibund referierten auf Veranstaltungen des Bundes Heimattreuer Jugend unter anderem der Holocaustleugner David Irving im Jahr 1979 und der Soziologe Werner Georg Haverbeck im Jahr 1985. Karlheinz Weißmann, einer der Gründer des Instituts für Staatspolitik, trat 2007 als Referent auf einer Veranstaltung des Freibunds auf.
Beziehungen bestehen auch zu Ellen Kositza und Götz Kubitschek, deren Kinder an Veranstaltungen des Freibunds teilnahmen.

## Ausrichtung
Der Autor Stefan von Hoyningen-Huene attestierte dem Freibund, trotz der offiziellen Abkehr vom Rechtsextremismus in den 1980er Jahren weiterhin rechtsextreme Positionen zu vertreten. Hoyningen-Huene sieht in diesem Prozess lediglich eine Hinwendung zur Neuen Rechten, was sich auch durch ein Interview mit Alain de Benoist in der Verbandszeitschrift Na klar! oder durch den Wechsel von der Odalrune zu einer schwarzen Fahne als Bundessymbol niedergeschlagen habe. Das Antifaschistische Infoblatt moniert eine fehlende Aufarbeitung der eigenen Geschichte, die starke Betonung der Begriffe Heimat, Volk und Nation in der Arbeit und wiederholte Besuche von Veranstaltungen in den letzten Jahren, an denen auch rechtsextreme Personen und Organisationen wie beispielsweise der Sturmvogel oder die Heimattreue Deutsche Jugend beteiligt waren. Der Vorwurf der Rechtslastigkeit wurde auch von der Journalistin Andrea Röpke erhoben.
Noch 2003 erklärte der Freibund in seiner Zeitschrift Na klar!:

„Bei allen Unterschieden zwischen dem heutigen Freibund und dem Bund Heimattreuer Jugend der 60er und 70er Jahre sind jedoch die Grundprinzipien gleich geblieben: Selbsterziehung (Jugend führt Jugend!), Bekenntnis zu unserer Identität als Deutsche, Bekenntnis zu unserem Volk und zur Völkervielfalt, europäische Gesinnung.“

## Einschätzung der Verfassungsschutzbehörden
Seit seiner Gründung im Jahr 1958 wurde der Bund Heimattreuer Jugend von den Verfassungsschutzbehörden beobachtet und bis 1986 in den Verfassungsschutzberichten des Bundes erwähnt. In der Antwort vom 10. Oktober 1994 auf eine kleine Anfrage der Abgeordneten Ulla Jelpke und der Gruppe der PDS/Linke Liste teilte die Bundesregierung mit, dass der Freibund zu diesem Zeitpunkt nicht als rechtsextrem eingestuft wurde. Am 30. September 2008 antwortete die Bundesregierung auf eine erneute kleine Anfrage der Partei Die Linke im Deutschen Bundestag, dass zum Freibund keine aktuellen Erkenntnisse vorlägen.
Seit 2002 wurde der Verein unter den Bezeichnungen „Bund Heimattreuer Jugend“ und „Bund Heimattreuer Jugend – Der Freibund“ im Zusammenhang mit der Heimattreuen Deutschen Jugend in den Verfassungsschutzberichten der Bundesländer Berlin und Brandenburg erwähnt. Die Berliner Behörde teilte im Dezember 2007 auf Anfrage des Freibunds mit, dass die Verfassungsschutzberichte der Jahre 2006 und früher „keine Aussage (enthalten), dass der Freibund als rechtsextremistische Gruppierung angesehen wird“. Eine Aufnahme in den Berliner Verfassungsschutzbericht 2007 sei nicht beabsichtigt.
Im Januar 2010 teilte die Niedersächsische Landesregierung zur Beantwortung einer kleinen Anfrage der Abgeordneten Pia-Beate Zimmermann mit, der Freibund sei „der Verfassungsschutzbehörde […] bekannt.“ Eine Einstufung zum „Beobachtungsobjekt“ sei „derzeit“ aufgrund der vorliegenden Erkenntnisse nicht gerechtfertigt. Jedoch „verfolgt die Verfassungsschutzbehörde die Entwicklung mit großer Aufmerksamkeit, um zu prüfen, ob die Grenze zur verfassungsfeindlichen Bestrebung überschritten ist“.